# MAN Diesel
MAN Diesel Group je mezinárodní koncern, zabývající se výrobou lodních motorů, lodních šroubů, turbosoustrojí a dieselgenerátorů.
Sídlem skupiny je Augsburg. MAN Diesel Group patří koncernu MAN AG, vznikla po převzetí kodaňského výrobce motorů – Burmeister & Wain společností MAN.
Skupina v roce 2013 zaměstnávala celosvětově 14 400 pracovníků. Předsedou představenstva skupiny je od 1. července 2006 Dipl. Ing. Dr. techn. Georg Pachta-Reyhofen.
V roce 2005 dosáhla výnosů 1,67 miliardy Euro, v roce 2013 již 3,4 miliardy €.

## Výrobní jednotky
- MAN Diesel SE, Augsburg, Německo
- MAN Diesel A/S, Kodaň, Dánsko
- MAN Diesel Ltd, Stockport, Velká Británie
- S.E.M.T. Pielstick, Villepinte, Francie
- MAN Diesel (Singapore) Pte. Ltd., Singapur
- MAN Diesel Australia Pty. Ltd., Sydney, Austrálie
- MAN Diesel Canada Ltd, Oakville, Kanada
- MAN Diesel Inc., New York, USA
- Rostock Diesel Service GmbH, Rostock, Německo
- PBS Turbo, Velká Bíteš, Česko

## Zajímavost
MAN Diesel v roce 2006 vyvinul pro kontejnerovou loď Cosco Guangzhou první vznětový motor s výkonem přes 100 000 koní (typ K98 MC).